# Jean d'Enghien (?-1380)
Pour les articles homonymes, voir Enghien (homonymie).
Jean d'Enghien, ?-1380, est un noble brabançon du XIVe siècle, comte de Lecce (Liches) et seigneur de Castro, seigneur d'Omophita, Knodoria et Dischoria (Chypre), seigneur de Gouy, Novelle, Machaud et Praelle (Belgique). 

## Biographie
Il est le fils de Gautier (Wauthier, Walter) III d'Enghien et d'Isabelle de Brienne, le troisième d'une fratrie comprenant :
- Gauthier d'Enghien (5 ou 15 juin 1322 - 18 novembre 1340) écuyer ;
- Isabeau d'Enghien, décédée le 28 décembre 1327, abbesse de Flines en 1356 ;
- Siger (Sohier) II d'Enghien, 1324 - 21 mars 1364 exécuté sur ordre de Jehanne de Condé de Morialmes régente pour Robert de Bavière; il était seigneur d'Enghien, depuis décembre 1345, de Ramerupt et Lembeek, comte de Brienne (1360), Liches et Conversano, duc titulaire d'Athènes (1360), connétable de France après son oncle Gautier de Brienne. Père de Gautier IV (vers 1360-1381) ;
- (notre Jean d'Enghien) ;
- Marguerite d'Enghien qui épousa Pierre de Préaux ;
- Louis d'Enghien, décédé le 14 ou 17 mars 1394, comte de Brienne, de Conversano, duc titulaire d'Athènes (1391), seigneur d'Enghien, de Gouy, lieutenant du comte d'Anjou, époux de Jiovana de Sanseverino ;
- Jacques d'Enghien, chanoine à Liège et Prince-Évêque (1355) ;
- Guy d'Enghien, mort en 1371 ou 1377, seigneur d'Argos et de Kiverion époux de Bonne de Foucherolles ;
- Englebert I d'Enghien, 1330 - décembre 1402 ou février 1403, seigneur de Ramerupt, de La Folie, Brages, Facuwez, Petit-Roman-Brabant, Bogarden et Lembeek, époux de Marguerite de Longueval ;
- Françoise d'Enghien, épouse de Pierre comte de Montebello ;
- ? d'Enghien, épouse Eustache de Rœulx ;
- Jeanne d'Enghien religieuse à Flines (1356-57) ;
- d'Enghien religieuse à Moncel.